# Хлоп'яники
Хлоп'я́ники — село в Україні, у Сосницькій селищній громаді Корюківського району Чернігівської області. Населення становить чотириста осіб. До 2020 орган місцевого самоврядування — Хлоп'яницька сільська рада.

## Історія
Вперше згадується у другій половині XIV століття. За однією версією, назва походить від "хлопи пана Яна". Проте в "Генеральном следствии о местностях Черниговского полка 1729 - 1730 гг." село зветься Хлопонки. Місцеві жителі називають його Хлепеники.
Поблизу села виявлені поселення часів епохи бронзи та ранньослов'янського періоду (III-V століття), Русі (XII-XII століття).
За королівським привілеєм 1621 р. — село Хлопкове. У 1654 р. збудована Троїцька церква, війт Григорій Погорілий. У 1666 р. переписано 14 податкових дворів, які дають 2 пуди меду, сільська церква. На р. Свір працював водяний млин.
За реєстром Волинської сотні 1732 р. церква зі школою. У 1781 р. — 130 хат, церква, в околиці 5 хуторів. У 1809 році із Хлоп'яників на землі Чорноморського війська було переселено 40 чоловіків і 35 жінок. Ревізькі казки 1834, 1850 років свідчать про продаж селян Григорія Кореня, Павла Кобанова, Тетяни Абрамової, про перехід у придане Івана Мельника, Василя Галактіяна Клименковича тощо. Їх власниками були надзвичайний радник Павло Яновський, штабс-ротмістр Микола Скоропадський, поручик Микола Войков тощо 
У 1866 році — 270 дворів, 1299 жителів, у 1897 році — 338 дворів, 1838 жителів, дерев'яна Троїцька церква (1881 року), земська школа, два ярмарки на рік.
Сусідній хутір Свірок заснував у кінці XVIII століття поміщик Забіла. Землі з боку Жуклі займав поміщик Микола Комстадіус, а землями в бік Осьмаків володіли дрібні поміщики Загорський, Яновський, Циганок, Литвинов.
Завдяки столипінській реформі значна частина селян змогла придбати землю, як про це свідчить «Журнал Сосницького повітового земського зібрання» 1906 року. 1912 року в селі згідно рішення Сосницької управи будується пожежна і з наступного року працює пожежне добровільне товариство, попечителем якого був священик Вячеслав П'ятницький, розстріляний комуністами 1937 року. 1913 року в селі створено кредитне товариство, головою якого обрали поміщика Самійла Литвинова. Діяв у селі фельдшерсько-акушерський пункт, на який 1911 року Сосницьким земством було асигновано 25 крб. 50 коп.
Земляк — поет Варфоломій Кириленко згадував "вузенькі піскуваті ниви".
Діяла у селі і "Просвіта", 1921 року у ній першим членом значився фельдшер Петро Панченко. Розкуркулено Гаврила Кириленка, Каленика Шарого, Кирила Шарого, Василя Гурбика, Віктора Бережного, Олександра і Порфирія Рачинських, Григорія Шарого, Анастасію Шару, Афанасія Шарого, Петра Царенка, Рішенням комнезаму їх майно відібрано, а самих їх вислано за межі України чи переселено в інші хати.
Відомо про діяльність повстанського загону в кількості 9 чоловік, який у травні 1931 року підпалив хату колишнього голови сільради Шабаса. Багато жителів села були репресовані — так селянина, який сказав, що за бюст Сталіна можна було купити двох поросят, вночі забрали і більше про нього ніхто не чув
Під час другої світової війни 153 жителів села було відправлено на роботи в Німеччину, багатьох людей — членів сімей активістів — вбили поліцаї — розкуркулені цими активістами. На фронті загинули 282 хлоп'яничани.
В повідомленні Чернігівському обкому Компартії "Про труднощі з продовольством у Понорницькому районі"  від 11 лютого 1934 року повідомляється, що "найбільше голодують члени колгоспу ім. Шевченка. По індивідуальному сектору с. Хлоп'яники всього голодуючих 31 родина, в них членів родин 119. Серед голодуючих по індивідуальному сектору 9 родин були опухлі від голоду" (Державний архів Чернігівської області. П- 470, опис 1, спр.203).
У 1937 р. було розстріляно Петра Загорського і курсанта військової академії ім. Фрунзе Якова Маластовського. З останньої війни не повернулося 80 % мобілізованих сільчан.
08.09.2009 була створена релігійна громада Української Православної Церкви Київського Патріархату Свято-Троїцька парафія за адресою вулиця Ярмоли, 10. 23.07.2015 настоятелем Свято-Троїцької парафії було призначено ієромонаха Нестора (Назарова).
12 червня 2020 року, відповідно до розпорядження Кабінету Міністрів України № 730-р «Про визначення адміністративних центрів та затвердження територій територіальних громад Чернігівської області», увійшло до складу Сосницької селищної громади.
19 липня 2020 року, в результаті адміністративно-територіальної реформи та ліквідації Сосницького району, увійшло до складу Корюківського району Чернігівської області.

## Населення

### Мова
Розподіл населення за рідною мовою за даними перепису 2001 року:
| Мова       | Кількість | Відсоток |
| ---------- | --------- | -------- |
| українська | 711       | 98.89%   |
| російська  | 7         | 0.97%    |
| ромська    | 1         | 0.14%    |
| Усього     | 719       | 100%     |

## Відомі уродженці
- Кириленко Варфоломій Гаврилович (Павло Гавриш, Павло Степ (1893–1965) — український поет, перекладач, учасник визвольних змагань 1917-1921 років, голова "Просвіти" на Херсонщині, редактор українського канадського журналу «Молода Україна».
- Литвинов Лев Самійлович (1901 - 1963) — мікробіолог, доктор біологічних наук, професор[9].
- Шуріга Андрій—український військовослужбовець, учасник російсько-української війни.[10]